# Іалібу
Іалібу (англ. Ialibu) — містечко в Папуа Новій Гвінеї, адміністративний центр району Іалібу-Пангіа у провінції Південний Гайлендс. Розташоване у центральній частині папуанської половини острова Нова Гвінея, регіон Гайлендс.

## Клімат
Селище знаходиться у зоні, котра характеризується вологим тропічним кліматом. Найтепліший місяць — грудень із середньою температурою 20.3 °C (68.5 °F). Найхолодніший місяць — липень, із середньою температурою 18.8 °С (65.8 °F).
| Клімат Іалібу           | Клімат Іалібу | Клімат Іалібу | Клімат Іалібу | Клімат Іалібу | Клімат Іалібу | Клімат Іалібу | Клімат Іалібу | Клімат Іалібу | Клімат Іалібу | Клімат Іалібу | Клімат Іалібу | Клімат Іалібу | Клімат Іалібу |
| Показник                | Січ.          | Лют.          | Бер.          | Квіт.         | Трав.         | Черв.         | Лип.          | Серп.         | Вер.          | Жовт.         | Лист.         | Груд.         | Рік           |
| Середня температура, °C | 20,2          | 20,2          | 20,1          | 19,9          | 19,8          | 19            | 18,8          | 19            | 19,4          | 20            | 20,2          | 20,3          | 19,7          |
| Норма опадів, мм        | 286.5         | 301.5         | 322.9         | 271           | 210.3         | 155.6         | 182.3         | 203.6         | 246.3         | 278.5         | 247.4         | 295.8         | 3001.7        |
| Днів з опадами          | 25,1          | 24,3          | 25            | 24,5          | 25,1          | 24,5          | 24,5          | 22,3          | 22,3          | 22,1          | 22,2          | 22,8          | 284,7         |
| Вологість повітря, %    | 77.6          | 78.1          | 78.6          | 78.7          | 81.3          | 81.6          | 83.1          | 80.7          | 77.8          | 75.9          | 75.2          | 76.9          | 78.8          |
| ----------------------- | ------------- | ------------- | ------------- | ------------- | ------------- | ------------- | ------------- | ------------- | ------------- | ------------- | ------------- | ------------- | ------------- |
| Джерело: Weatherbase    |               |               |               |               |               |               |               |               |               |               |               |               |               |